# Cottage Grove (Minnesota)
Cottage Grove ist eine Stadt im US-Bundesstaat Minnesota. Sie ist im Washington County in der Metropolregion Minneapolis–Saint Paul gelegen und hatte zum Zeitpunkt der Volkszählung 2020 des US Census Bureau 38.839 Einwohner.

## Geografie
Cottage Grove liegt rund 17 Kilometer südöstlich des Stadtzentrums von St. Paul. Der Mississippi River verläuft westlich und südlich der Stadt und dient im Süden als Stadtgrenze. Die im Mississippi gelegene untere Grey Cloud-Insel gehört großteils zum Stadtgebiet. Nach Angaben des United States Census Bureau beträgt die Fläche der Stadt 98,2 Quadratkilometer, davon sind 10,2 Quadratkilometer Wasserflächen.

## Geschichte
Die Ursprünge Cottage Groves gehen auf Siedlungen zurück, welche in den 1840er Jahren von europäischstämmigen Siedlern aus Neuengland gegründet wurden. Im Mai 1858 wurde das Cottage Grove Township gebildet. 1963 wurde es eine Village, 1974 erhielt Cottage Grove Stadtrechte. Nachdem Cottage Grove lange Zeit ein ländlich geprägtes Ort war, entwickelte es sich ab den 1960er Jahren zu einem rasch wachsenden Vorort der Twin Cities.

### Bevölkerungsentwicklung
| 1970   | 1980   | 1990   | 2000   | 2010   | 2020   |
| ------ | ------ | ------ | ------ | ------ | ------ |
| 13.419 | 18.994 | 22.935 | 30.582 | 34.589 | 38.839 |

## Demografische Daten
Nach den Angaben der Volkszählung 2000 leben in Cottage Grove 30.582 Menschen in 9932 Haushalten und 8462 Familien. Ethnisch betrachtet setzt sich die Bevölkerung aus 93,5 Prozent weißer Bevölkerung, 2,4 Prozent Afroamerikanern, 1,4 Prozent asiatischen Amerikanern sowie anderen kleineren oder mehreren Gruppen zusammen. 2,5 Prozent der Einwohner zählen sich zu den Hispanics.
In 49,8 % der 9923 Haushalte leben Kinder unter 18 Jahren, in 72,9 % leben verheiratete Ehepaare, in 8,8 % leben weibliche Singles und 14,8 % sind keine familiären Haushalte. 11,0 % aller Haushalte bestehen ausschließlich aus einer einzelnen Person und in 2,7 % leben Alleinstehende über 65 Jahre. Die durchschnittliche Haushaltsgröße liegt bei 3,07 Personen, die von Familien bei 3,32.
Auf die gesamte Stadt bezogen setzt sich die Bevölkerung zusammen aus 32,7 % Einwohnern unter 18 Jahren, 7,4 % zwischen 18 und 24 Jahren, 34,4 % zwischen 25 und 44 Jahren, 20,7 % zwischen 45 und 64 Jahren und 4,9 % über 65 Jahren. Der Median beträgt 32 Jahre. Etwa 50,5 % der Bevölkerung ist weiblich.
Der Median des Einkommens eines Haushaltes beträgt 65.825 USD, der einer Familie 68.935 USD. Das Pro-Kopf-Einkommen liegt bei 23.348 USD. Etwa 2,2 % der Bevölkerung und 1,8 % der Familien leben unterhalb der Armutsgrenze.

## Verkehr
Der U.S. Highway 61 und die Minnesota State Route 95 verlaufen durch Cottage Grove. Die Interstate-Highways 494, 94 und 35-E liegen acht bis zwölf Kilometer von der Stadt entfernt.
Weiterhin führen zwei Eisenbahnlinien der BNSF Railway und Canadian Pacific Railway durch Cottage Grove. Der nächstgelegene Flugplatz ist der South St. Paul Municipal Airport in South St. Paul, der Minneapolis-Saint Paul International Airport befindet sich in 23 Kilometer Entfernung.

## Söhne und Töchter der Stadt
- Seann William Scott (* 1976), Schauspieler
- Rilwan Alowonle (* 1993), nigerianischer Hürdenläufer